# Neutronenbom
Een neutronenbom is een kernwapen dat zo is geconstrueerd dat een groot deel van de energie van de explosie vrijkomt in de vorm van neutronenstraling, terwijl de hoeveelheid radioactiviteit die vrijkomt verhoudingsgewijs laag blijft.

## Mechanisme
Een neutronenbom laat veel van de geproduceerde hoog-energetische neutronenstraling ontsnappen in plaats van deze zo veel mogelijk binnen de bom te houden om de kettingreactie te versterken. Daardoor is de explosiekracht relatief gering, maar de ontsnapte neutronen hebben een zeer sterk doordringend vermogen en kunnen daardoor in de omgeving zeer veel schade aan levende materie en elektronica aanbrengen, terwijl het moeilijk is om daar een effectieve afscherming voor te maken, veel moeilijker dan bijvoorbeeld voor gammastraling.

## Toepassing tegen elektronica
Neutronenbommen zijn nooit in de praktijk gebruikt, maar wel geplaatst als bescherming tegen intercontinentale raketten. De neutronenbom zou de gevoelige elektronica van binnenkomende raketten moeten beschadigen.

## Toepassing tegen gepantserde troepen
Neutronenbommen zijn geschikt als aanvalswapen tegen gepantserde troepen. De bepantsering van tanks is in staat sterke explosies te weerstaan, dus een neutronenbom moet het in deze toepassing uitsluitend van zijn straling hebben. Door de doordringende aard van neutronen maximaliseert het gebruik van een neutronenbom de stralingseffecten voor een gegeven hoeveelheid kernmateriaal.
Het gebruik van straling om een snelle dood teweeg te brengen kent een belangrijk nadeel. Een stralingsdosis van 6 gray wordt als dodelijk aangemerkt. De eerste uren na de blootstelling merkt het slachtoffer niets. Om een onmiddellijke buitengevechtstelling te veroorzaken wordt een neutronenbom zo geconstrueerd dat hij een stralingsdosis van 80 gray afgeeft. Met een neutronenbom van 1 kiloton wordt de bemanning van een T-72-tank op een afstand van 700 meter uitgeschakeld. Dit is veel verder dan de 360 meter die een gewone atoombom reikt. De dodelijke stralingsdosis van een neutronenbom reikt veel verder dan de effecten van de hitte en de schokgolf, zelfs voor onbeschermde troepen.
Naast de verzwakking van de straling door uitdunning wordt de neutronenstraling ook door de atmosfeer geabsorbeerd. Gesteld wordt dat na circa 500 meter de straling een factor 10 is verzwakt. Volgens sommigen zijn daardoor alleen kleine neutronenbommen effectief. Anderen, waaronder de uitvinder van de neutronenbom, Samuel Cohen, stellen dat neutronenbommen een veel groter bereik kunnen hebben. Het is mogelijk dat een groot deel van de absorptie van neutronen in de atmosfeer wordt veroorzaakt door waterdamp. Het bereik zou dan in droge gebieden (woestijn) veel groter zijn dan in vochtige gebieden.

## Doodt alleen mensen en laat gebouwen staan?
In de campagne van het Comité Samenwerkingsverband Stop de Neutronenbom dat eind jaren 70 actief werd binnen de Nederlandse vredesbeweging en dat ook wel genoemd is als een mantelorganisatie van de CPN, werd met oneliners gesteld dat een neutronenbom een gebouw laat staan, maar alle bewoners doodt. Dit was overdreven; een bom van 1 kiloton, zoals hierboven genoemd, zou in de grote omtrek ook niets van de bebouwing heel laten.
Cohen zag een toepassing in neutronenbommen die op 10 km hoogte zouden exploderen: dit zou een verdediging kunnen vormen tegen een groot aanvallend leger. Terwijl de lokale bevolking enkele dagen in schuilkelders doorbrengt, wordt een neutronenbom hoog in de atmosfeer gebruikt om de vijand aan de oppervlakte te doden. Wanneer de schuilkelders worden verlaten is de bebouwing nog intact; al het leven aan het oppervlak (inclusief begroeiing) is gedood. Soortgelijke neutronenbommen werden ook gezien als krachtige wapens tegen een vijandelijke vloot en zouden ook zeer effectief zijn tegen kernonderzeeërs.
Niettemin was een militair-strategisch bezwaar tegen de neutronenbom dat dikwijls in de discussies opdook: dit wapen zou leiden tot het verlagen van de atoomdrempel, omdat het 'minder schadelijk' zou zijn en daarom minder afschrikwekkend in het gebruik.

## De Nederlandse politiek en de neutronenbom
Niet alleen bij de CPN, maar ook bij het Interkerkelijk Vredesberaad (IKV), dat in Nederland in 1977 een campagne tegen de kernbewapening was begonnen, wekte de ontwikkeling van de neutronenbom veel commotie. IKV-bestuurslid Laurens Hogebrink stak zijn licht op bij het Pentagon. In het najaar van 1978 publiceerde hij in het opinieweekblad Hervormd Nederland een serie artikelen over onder andere de uitgestelde assemblage van de neutronenbom waarmee het politieke verzet bij Europese bondgenoten van de VS moest worden omzeild. De neutronenbomkwestie leidde mede tot het aftreden van de minister van defensie Roelof Kruisinga.